# Marine Hunter
Marine Hunter (マリンハンター?, Marin Hantā) (letteralmente "Cacciatore marino"), è una serie manga shōnen giapponese creata da Shiro Otsuka. In Giappone è serializzato nel Weekly Shōnen Sunday, a partire dalla doppia uscita 36/37 del 2007. La serie nacque come storia breve, pubblicata inizialmente dal numero 10 al numero 13 del 2007.

## Trama
Alla fine del XXI secolo la Terra è quasi totalmente sommersa dall'acqua. Gli ibridi pesci/umani sono conosciuti col nome di "Mezzi pesci".

## Personaggi
Shark (Squalo)
Un Mezzo pesce sedicenne, parte umano e parte squalo bianco. Ha la tendenza a perdere il controllo quando sente odore di sangue, ed uccide chiunque gli sia vicino. Combatte contro la marina, poiché vuole liberarsi dalla loro influenza.
Guppy
Una quattordicenne catturata dalla marina e salvata da Shark.
Shijimi
Una mezza pesce per parte umana e per parte mollusco. La sua isola è stata attaccata dalla marina, ed a causa di ciò si è unita a Shark.
Blue Whale (Balenottera azzurra)
Come implica il suo nome, è per metà umano e per metà una balenottera azzurra. È anche il contrammiraglio nella marina a cui si oppone Shark.